# آنا شیمیچ
آنا شیمیچ (کرواتی: Ana Šimić؛ زادهٔ ۵ مهٔ ۱۹۹۰) ورزشکار پرش ارتفاع زن اهل کرواسی است.
وی در مسابقات کشوری و بین‌المللی در مجموع برندهٔ ۱ مدال طلا، ۲ مدال برنز شده‌است.